# Trnje (Pivka, Slovenija)
Trnje je naselje u slovenskoj Općini Pivki. Trnje se nalazi u pokrajini Notranjskoj i statističkoj regiji Notranjsko-kraškoj. 

## Stanovništvo
Prema popisu stanovništva iz 2002. godine naselje je imalo 243 stanovnika.